# سيلفيو رودمان
سيلفيو رودمان (بالإسبانية: Silvio Rudman)‏ هو لاعب كرة قدم ومدرب كرة قدم أرجنتيني في مركز الوسط، ولد في 7 نوفمبر 1969 في بوينس آيرس في الأرجنتين. لعب مع أرجنتينوس جونيورز وإنديبندينتي وبوكا جونيورز وتيبورونيس روخوس دي فيراكروز وطوروس نيزا وكولومبوس كرو ونادي إلتشي ونادي بادوفا ونادي ماراثون ويوكوهاما فلوغلس.

## وصلات خارجية
- سيلفيو رودمان على موقع الدوري الأمريكي (الإنجليزية)
- سيلفيو رودمان على موقع قاعدة بيانات كرة القدم.إي يو (الإنجليزية)